# 1847 Stobbe
1847 Stobbe è un asteroide della fascia principale. Scoperto nel 1916, presenta un'orbita caratterizzata da un semiasse maggiore pari a 2,6108700 au e da un'eccentricità di 0,0201701, inclinata di 11,14340° rispetto all'eclittica.
L'asteroide è dedicato all'astronomo tedesco Joachim Otto Stobbe.